# 黄板镇
黄板镇，是中华人民共和国贵州省铜仁市松桃苗族自治县下辖的一个乡镇级行政单位。
2015年12月8日，贵州省人民政府批复同意松桃县部分乡镇行政区划调整，同意撤销黄板乡，设置黄板镇，撤乡设镇后行政区域和政府驻地不变。

## 行政区划
黄板镇下辖以下地区：
黄板村、自川村、纳冲村、卡落村、当摆村、大寨村、大门洞村、天心坡村、散水村、上棚村、前丰村、峥岘村、金龙沟村、青峰村、大坳村、凤凰村、盐井村、茶园坳村、瓦厂村、高坪村、妙湾村、小湾村、格党村、石宝溪村、大田村、龙洞村、泡木村和彭宗村。